# Amroth, Pembrokeshire
Amroth är en kustort och community i Storbritannien. Den ligger i Pembrokeshire i sydvästra Wales. 1700-talsslottet Amroth Castle är beläget i byn. 